# Gagea jaeschkei
Gagea jaeschkei är en liljeväxtart som beskrevs av Adolf Adolph A. Pascher. Gagea jaeschkei ingår i Vårlökssläktet och i familjen liljeväxter. Inga underarter finns listade.